# San Pedro del Pinatar
San Pedro del Pinatar – gmina w Hiszpanii, w prowincji Murcja, w Murcji, o powierzchni 22,37 km². W 2011 roku gmina liczyła 24 285 mieszkańców.